# Coras aerialis
Coras aerialis är en spindelart som beskrevs av Muma 1946. Coras aerialis ingår i släktet Coras och familjen mörkerspindlar. Inga underarter finns listade i Catalogue of Life.